# Le Buis
Le Buis is een gemeente in het Franse departement Haute-Vienne (regio Nouvelle-Aquitaine) en telt 195 inwoners (2005). De plaats maakt deel uit van het arrondissement Bellac.

## Geografie
De oppervlakte van Le Buis bedraagt 6,4 km², de bevolkingsdichtheid is 30,5 inwoners per km².
De onderstaande kaart toont de ligging van Le Buis met de belangrijkste infrastructuur en aangrenzende gemeenten.

## Demografie
Onderstaande figuur toont het verloop van het inwonertal (bron: INSEE-tellingen).